# 일본항공 351편 공중 납치 사건
일본항공 351편 공중 납치 사건 또는 요도호 하이재킹 사건(일본어: よど号ハイジャック事件)은 1970년 3월 31일 일본 적군 요원 9명이 도쿄 하네다 국제공항에서 후쿠오카 공항으로 향하던 일본항공 351편 여객기를 납치해 승객 129명을 태우고 북한으로 도주한 항공기 공중 납치 사건을 말한다.

## 사고기
- 기체
  - 기종 : 일본항공 소속 보잉 727-89
  - 기체 기호 : JA8315
  - 당시 일본 항공의 B727에는 일본의 강을 딴 이름을 붙여놓고 있었고, 사고기에는 요도강을 따서 요도 호라는 이름이 붙어 있었다.

- 승무원
  - 기장 : 이시다 신지(石田 真二)
  - 부기장 : 에자키 데이이치(江崎 悌一)
  - 항공기관사 : 아이하라 도시오(相原 利夫)
  - 객실승무원 : 가미키 히로미(神木 広美), 구보타 준코(久保田 順子), 오키무네 요코(沖宗 陽子), 우에무라 하쓰코(植村 初子)

## 범인 그룹
- 실행범 : 요도 호 그룹이라고도 불린다. 상세 사항은 일본어판의 문서(ja:よど号グループ)를 참조.
  - 다미야 다카마로(田宮高麿, 1943-1995) 당시 27세
  - 고니시 다카히로(小西隆裕, 1944-) 당시 26세
  - 오카모토 다케시(岡本武, 1945-1988?) 당시 25세, 로드 공항 사건의 범인 중의 하나인 오카모토 코조(岡本公三)의 형
  - 다나카 요시미(田中義三, 1948-2007) 당시 22세
  - 우오모토 기미히로(魚本公博, 1948-) 당시 22세
  - 와카바야시 모리아키(若林盛亮, 1947-) 당시 23세
  - 아카기 시로(赤木志郎, 1947-) 당시 23세
  - 요시다 긴타로(吉田金太郎, 1950-1985?) 당시 20세
  - 시바타 야스히로(柴田泰弘, 1953-2011) 당시 17세
- 지원 그룹 : 범행을 배후 지원한 적군파의 간부들로 모두 체포되어 실형을 선고받았다.
  - 시오미 다카야(塩見孝也)
  - 마에다 유이치(前田祐一)
  - 다카하라 히로유키(高原浩之)
  - 가와시마 히로시(川島宏)
  - 우에하라 아쓰오(上原敦男)

## 납치 실행
1970년 3월 31일 오전 7시 33분경 도쿄 하네다 국제공항을 출발하여 후쿠오카 공항으로 향하던 일본항공 351편이 후지산 상공을 비행하던 도중 일본도와 권총, 폭탄 등의 무기를 가진 괴한들에 의해 납치되었다. 
범인들은 남성객을 창가에 이동시킨 다음 가지고 온 로프로 이동시킨 승객들을 묶고 일부는 조종실에 들어가 항공기관사를 인질로 하여 기장과 부기장에게 북한의 수도인 평양으로 향하도록 지시했다.

## 후쿠오카 공항 착륙
하지만 기장인 이시다 신지는 "이 노선은 국내선인지라 북한에 가기 위한 연료가 충분하지 않다"고 하며 범인들을 설득했고 그 후 납치된 항공기는 오전 8시 59분에 급유를 위해 후쿠오카 공항에 착륙했다. 
경찰은 국외 도주를 차단하기 위해 항공 자위대 항공기가 고장을 가장하여 활주로를 차지하도록 하는 등의 공작을 펼쳤지만 오히려 범인들을 자극하였고 초조해진 범인들은 서둘러 이륙할 것 요구했지만 기장의 설득으로 오후 1시 35분에 여성, 어린이, 환자, 고령자 등 인질 23명이 우선 풀려났다.

## 북한행
오후 1시 59분 요도호는 후쿠오카 공항을 이륙했는데 이시다 기장이 후쿠오카에서 받은 지도는 중학생용 지도의 복사본으로 대단히 허술한 것이었다. 
단지 이 지도의 구석에는 '121.5 MC를 감청하라'(MC와는 메가 사이클의 약어이며 현재의 메가헤르츠와 같으며 민간 항공 긴급용 주파수)라고 쓰여져 있어 기장은 이것에 따라서 비행했다.
요도호는 한반도의 동쪽을 북상하면서 비행을 계속해 오후 2시 40분 진로를 서쪽으로 변경한 직후 갑자기 요도호의 오른쪽에 국적을 숨긴 전투기가 나타나 전투기의 조종사는 기장을 향해 엄지를 내리고 강하에 들어가라는 지시를 내리고 날아가 버렸다
요도호는 북위 38도선을 넘어갔으나 휴전선은 38도선과 일치하지 않기에 아직은 대한민국 영공에 있는 상태였고 또한 전술한 바로 미루어 볼 때 요도호는 이 당시 강원도 상공을 날고 있었으며 북한 영공에 들어왔다고 여긴 부기장은 지시받은 주파수로 맞춰놓고 영어로 "여기는 JAL 351편"이라고 무전했으나 응답이 없었다.
그 후 요도호에 대해 "여기는 평양이며 진입 관제를 실시한다"라고 하는 무선이 들어온 후 해당 무선은 주파수를 134.1MC로 바꿀 것을 지시한 다음 왼쪽으로 선회하여 북위 38도선을 넘어 남하하도록 유도했다. 
이것은 한국 당국에 의한 것으로 기체를 북한으로 향하지 않게 하기 위한 행동이었으나 범인들은 북한의 공용어인 조선어(문화어)는 커녕 영어도 잘 몰랐기 때문에 대한민국으로 가는 것을 알지 못했다.

## 김포공항 착륙
오후 3시 16분경 서울 김포국제공항에 착륙하자마자 소수의 대한민국 국군은 조선인민군 병사의 복장을 하고「평양 도착 환영」이라고 적힌 현수막을 내거는 등의 위장 공작을 실시했다. 
그러나 범인들 중 한 명이 영어로 여기가 서울이냐고 물어보자 주변에 있던 군인 하나가 'Yes'라고 대답하면서 평양이 아닌 서울임을 알게 되었는데 이에 대해서는 여러가지 설이 있다.
이상하게 생각한 범인들은 비행기에 접근해 온 사람에게 이곳이 평양이냐고 묻자 그 사람은 평양이라고 답했지만 범인들이 재차 북한의 천리마 운동에 대해 묻자 상대는 답하지 못했고 이를 수상히 여긴 범인들이 김일성의 큼직한 사진을 가져올 것을 요구하여 간파당하고 말았는데 이에 대해서도 여러 가지 설이 있다.

## 한국 정부와의 교섭
대한민국 정부와 범인들은 영어로 교섭을 개시했지만 범인들이 대부분 영어에 능숙하지 못했기 때문에 일본어를 통한 교섭으로 변경되었다. 
이에 야마무라 신지로 운수성 정무 차관 등 일본 정부 관계자와 일본항공 사원이 일본항공 특별기 편으로 4월 1일 서울에 도착해 한국의 정래혁 국방부 장관, 백선엽 교통부 장관 등과 함께 교섭하게 되었다.

## 교착 상태
요도호의 부조종사 에자키 데이이치가 범인들의 틈을 보고 기내에 있는 범인의 수와 장소 및 범인들의 대략적인 위치를 알아내 외부에 알렸고 이에 대한민국 군 당국은 이 정보를 바탕으로 특수부대를 투입해 진압을 검토했지만 승객의 안전을 우려한 일본 정부의 요청으로 단념하였다.
한편 일본 정부는 소비에트 연방과 국제 적십자사를 통해 요도호가 인질과 함께 북한으로 향했을 때의 보호를 북한 정부에 요청했고 이에 대해 북한 당국은 '인도주의에 근거해, 만약 기체가 북한 국내에 착륙했을 경우 승무원 및 승객은 즉시 돌려 보내겠다'고 발표했지만 대한민국에서는 전년에 발생한 대한항공 YS-11기 납북 사건과 마찬가지로 요도호의 승무원과 승객이 풀려나지 못할 것을 우려하여 요도호를 북한으로 향하게 내버려 둘 수 없었다.
그리고 일본 측은 범인들이 승객, 승무원을 풀어줄 경우 북한으로 갈 수 있게 해 줄 것을 한국 측에 강하게 요구했고 한국 측은 이를 받아들였다.
특히 요도호에는 미국인 승객이 2명 탑승해 있었기에 만에 하나 북한으로 가게 될 경우 적대국의 국민인 이들이 일본인들에 비해 가혹한 대우를 받을 우려가 커질 가능성이 높았고 게다가 미국 정부의 압력도 있었다.

## 그 후
하시모토 도미사부로 운수 대신도 1일 오후에 서울에 도착해 가네야마 마사히데(金山政英) 주한 특명전권대사와 함께 대한민국 당국과의 조정에 임했다. 
그 후 4월 3일에는 일본에서 대한민국으로 건너가 교섭을 실시하고 있던 야마무라 신지로 운수 정무 차관이 승객 대신에 인질이 되는 것으로 합의하고 차관이 탑승하는 동안 승객들을 석방했으며 마지막 승객 1명이 트랩상에서 바뀌는 형태로 해방이 행해졌다. 
승무원 중 객실 승무원도 해방되었고 풀려난 사람들은 역시 같은 일본 항공 소속의 B727기인 히다호(기체기호 JA8040)를 타고 귀국했다.

## 북한으로
4월 3일 오후 6시 5분 요도호는 김포국제공항을 이륙한 뒤 휴전선을 넘어 북한 영공에 들어갔고 이시다 신지 기장은 이 시점에서도 자세한 지도가 없었으며 북한 영공에 들어가도 무선의 응답이나 북한 공군기에 의한 요격 발진도 없었다.
평양 부근에 도착했을 때 해가 지고 있었지만 기장은 태평양 전쟁 중에 야간 특공대의 교관을 했던 경험을 살려 육안으로 확인할 수 있던 작은 활주로를 이용하여 오후 7시 21분에 착륙했는데 이 활주로는 평양 교외에 있는 한국 전쟁 당시에 사용되었던 미림비행장 철거지였다고 한다.
북한 측은 범인들의 무장 해제를 요구하여 범인들은 가지고 있던 무기를 비행기 밖으로 버렸는데 모두가 장난감이나 모조품 등이었음이 밝혀졌고 범인 9명과 승무원 3명, 야마무라 차관 등 총 13명의 신병은 북한 측에 확보되었다.
4월 4일 북한은 '인도적 관점에서 승무원 3명과 야마무라 차관, 비행기는 일본으로 돌려보내되 비행기를 납치한 9명에 대해서는 조사를 할 필요가 있다'는 형식의 발표를 통해 납치범들의 망명을 받아들이겠다는 의사를 우회적으로 표명했다.

## 망명 후 북한에서의 생활
다미야 다카마로를 비롯한 사건의 범인들은 북한 망명 후 세계혁명을 위해 자신들을 대상으로 군사훈련을 실행할 것을 당국에 요청하였으나 거절되었다.
이들은 북한에 거주하면서 주체사상을 받아들였는데 다미야 다카마로가 과거의 적군파 생활을 반성하고 주체사상으로 전향해 나아가는 과정을 기록한 <우리 사상의 혁명>이라는 저서는 국내에도 발간되어 주체사상을 지지하는 젊은이들에게 폭넓게 읽히기도 했다.

## 인질 석방
4월 5일 요도 호는 세 승무원과 야마무라 운수성 정무차관을 태우고 귀환하였다.

## 관련 미디어
- 꼬리에 꼬리를 무는 그날 이야기

## 같이 보기
- 안보 투쟁
- 일본의 신좌파
- 일본-조선민주주의인민공화국 관계

## 참고 문헌

### 인터넷 웹사이트
- <요도호 납치사건이란>
- 요도호 납치범들 41년 만에 사죄

1. ↑  실제로는 예비 연료가 있어 충분히 평양까지 갈 수 있었다
2. ↑  국적을 숨기지 않고 대한민국 공군의 표식을 한 전투기가 나타났다는 설도 있다.